# Carl Zimmermann (General)

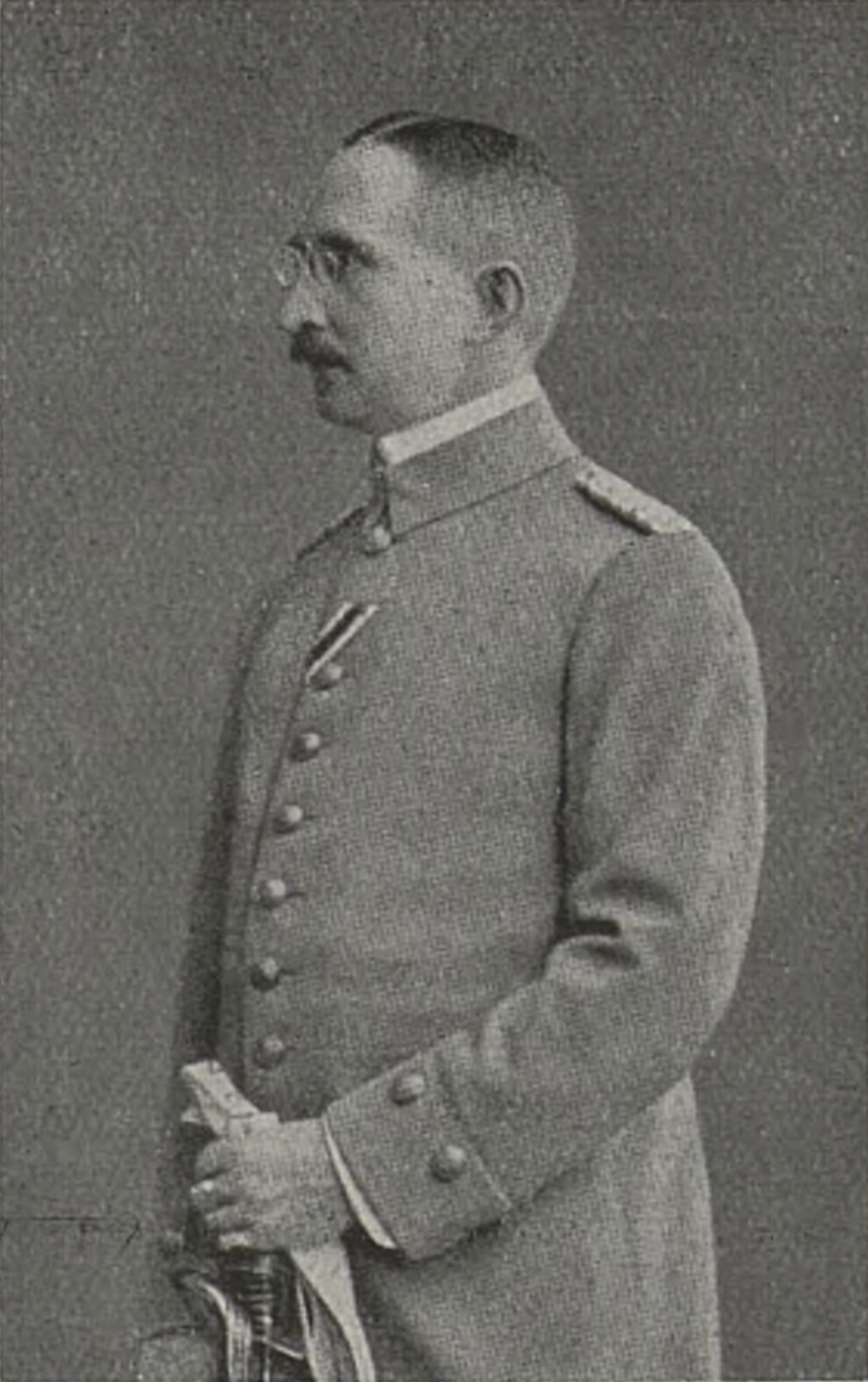
Carl Zimmermann, ca. 1918

Carl Heinrich Zimmermann (* 7. September 1864 in Louisendorf (Frankenau); † 13. Januar 1949 in Hanau) war ein preußischer Offizier, Mitglied der Schutztruppe für Kamerun und von 1914 bis 1919 ihr Kommandeur. In dieser Funktion leitete er die Kampfhandlungen der Schutztruppe während des Ersten Weltkriegs. Nachdem die militärische Lage in der Kolonie unhaltbar geworden war, trat er im Februar 1916 mit der Truppe und dem Tross in die neutrale spanische Kolonie Rio Muni über, wo sie interniert wurde. Zimmermann wurde 1920 von der Vorläufigen Reichswehr mit dem Charakter als Generalmajor verabschiedet und lebte seitdem im Ruhestand.

## Herkunft, Jugend und Ausbildung
Er war der Sohn des Pfarrers Wilhelm Friedrich Zimmermann (1825–1910) und dessen Ehefrau Amalie, geborene Frankfurt, Tochter des Pfarrers Peter Frankfurt in Kassel. Zimmermanns Großvater väterlicherseits war der Gymnasiallehrer Heinrich Zimmermann. Nach einer Erziehung im elterlichen Hause besuchte Carl Zimmermann eine Vorschule und anschließend das Gymnasium in Hanau, das er 1883 mit dem Abitur abschloss.

## Militärdienst 1883–1912

### Ausbildung und erste Verwendung
Unschlüssig über eine künftige Berufswahl, trat Zimmermann am 1. April 1883 als Einjährig-Freiwilliger in das Infanterie-Regiment Nr. 97 der Preußischen Armee ein und wurde am 1. Oktober 1883 in das 3. Badische Infanterie-Regiment Nr. 111 in Rastatt versetzt.  Am 10. Oktober erfolgte die Versetzung in die Kategorie der auf Beförderung Dienenden, am 13. Dezember wurde er zum Portepeefähnrich befördert. Die Beförderung zum Sekondeleutnant erfolgte am 14. Februar 1885. Unklar ist bislang, wann er welche Kriegsschule besuchte. Vom 1. April 1887 bis zum 1. März 1891 diente er als Bataillonsadjutant und Gerichtsoffizier. Am 15. Juli 1893 wurde er zum Premierleutnant befördert.

### Instruktionsoffizier im chilenischen Heer
Am 18. August 1895 wurde Zimmermann der Abschied bewilligt zwecks Übertritt in chilenische Dienste. Von 1895 bis 1897 diente er in der chilenischen Armee als Instruktionsoffizier. Er gehörte zur Gruppe der deutschen Militärberater um den ebenfalls 1885 nach Chile entsandten Emil Körner, die in Chile die Modernisierung der Streitkräfte nach preußisch-deutschem Vorbild vorantrieben, die so genannte „Prussianisierung“ (prusianización).

### Erneute Tätigkeit in Deutschland
Nach seiner Rückkehr aus Chile diente Zimmermann 1897/98 kurzfristig im 4. Thüringischen Infanterie-Regiment Nr. 72. Zum 1. April 1898 wurde er zur Dienstleistung zum Großen Generalstab kommandiert. Am 13. September 1899 erfolgte die Beförderung zum Hauptmann und Verwendung als Kompaniechef.

### Erste Dienstzeit in der Schutztruppe Kamerun, 1900–1908
Am 5. Juli 1900 schied Zimmermann aus der Preußischen Armee aus und wurde am folgenden Tag als Hauptmann und Kompaniechef bei der Schutztruppe für Kamerun eingestellt. Nach einer kurzen Tätigkeit als Führer der Stammkompanie in Duala von Oktober 1900 bis Ende Februar 1901 war er von 1902 bis 1904 als Stationschef in Ebolowa tätig und dabei zeitweise stellvertretender Bezirksamtmann in  Kribi. Von 1905 bis 1908 war er u. a. Vertreter des Kommandeurs in Soppo, Resident in Adamaua und Resident der Deutschen Tschadseeländer. 1907 war Zimmermann maßgeblich an der Niederschlagung eines muslimischen Aufstands (so genannte Mahdistenunruhen) in Adamaua beteiligt. Im April 1908 machte er eine Reise in das so genannte Zwischenstromgebiet.

### Dienst im Kommando der Schutztruppen, 1908–1912
Am 1. November 1908 wurde er zum Kommando der Schutztruppen ins Reichskolonialamt nach Berlin abkommandiert und am 19. November zum überzähligen Major befördert. Mit Wirkung zum 1. April 1909 erfolgte die Versetzung zum Kommando; außerdem wurde er außeretatmäßiges Mitglied des Reichsmilitärgerichts. Dieser Stellung wurde er 1912 enthoben und erneut zur Schutztruppe Kamerun versetzt.

## Kommandeur der Schutztruppe Kamerun. Einsatz im Ersten Weltkrieg

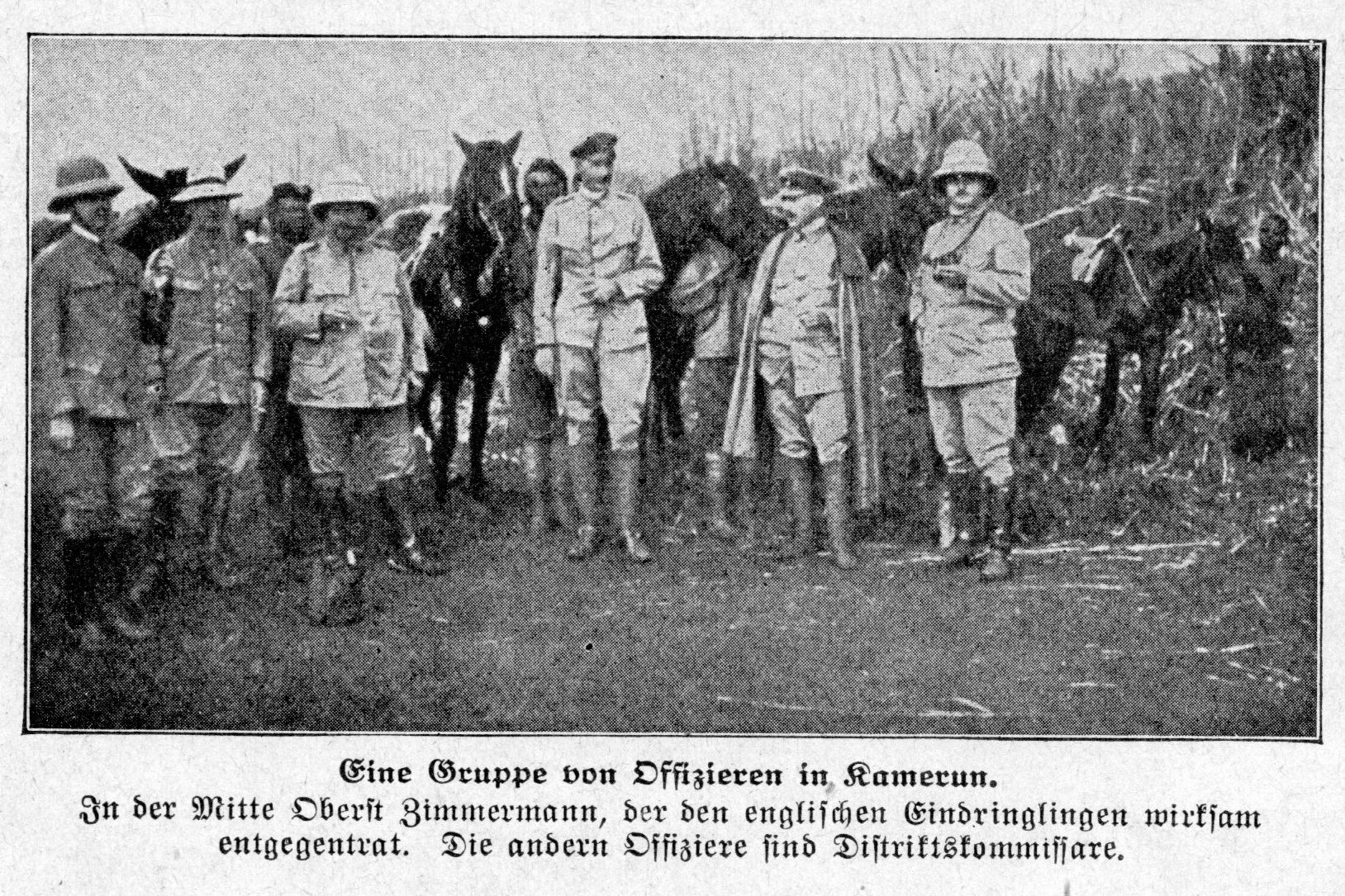
Offiziere der Schutztruppe Kamerun im Ersten Weltkrieg. Bildmitte Oberst Carl Zimmermann

1912/13 war Zimmermann Oberleiter der deutschen Grenzexpedition im Süden Kameruns (so genannte Grenzexpedition Süd) und als Grenzkommissar tätig. Im April 1914 wurde er zum Kommandeur der Schutztruppe ernannt.

### Die strategische Situation Kameruns bei Ausbruch des Ersten Weltkriegs
Bereits 1913 hatte Gouverneur Karl Ebermaier Überlegungen für den Fall eines europäischen Krieges und seine Auswirkungen auf Kamerun angestellt und nach Optionen für eine Verteidigung der Kolonie gegen eindringende gegnerische Truppen gesucht. Dabei spielten Überlegungen eine Rolle, Duala als Sitz der Westafrikanischen Station der Kaiserlichen Marine zu befestigen und im Kriegsfall als Stützpunkt für die Kreuzerkriegführung zu nutzen. Diese Überlegungen scheiterten jedoch an der Absage des Reichsmarineamts, das zu Recht darauf verwies, dass die Marine nicht für die Verteidigung der Kolonien zuständig war. Außerdem wurde Duala aufgrund seines ungesunden Klimas selbst von den Stationären der „Westafrikanischen Station“ nach Möglichkeit gemieden; alle Reparaturen und Wartungen der Stationäre, meist ältere Kanonenboote, mussten aufgrund fehlender technischer Möglichkeiten ohnehin in Kapstadt durchgeführt werden.
Nach dem Ausbruch des Ersten Weltkriegs einigten sich Ebermaier und Zimmermann auf ein Verteidigungskonzept. Die Schutztruppe sollte zusammen mit der Polizeitruppe Kamerun, Reservisten, Landwehrmännern und zusätzlich eingestellten Rekruten eine Defensivstrategie verfolgen. Deren Ziel lag nicht in der Bindung gegnerischer Kräfte, wie sie Paul von Lettow-Vorbeck in Deutsch-Ostafrika verfolgte, sondern diente dazu, den Herrschaftsanspruch auf die Kolonie gegenüber den Feindmächten zu demonstrieren. Diese Strategie machte insofern Sinn, als dass Ebermaier und Zimmermann – wie auch ein großer Teil der politischen und militärischen Führung in Europa – davon ausgingen, dass der Krieg nur wenige Monate dauern würde. Ein langfristiger Widerstand gegen feindliche Kolonialtruppen war schon deshalb ausgeschlossen, weil keinerlei militärische Reserven wie z. B. Munition vorhanden waren und der Seeweg von Kriegsbeginn an durch die Alliierten blockiert wurde. Deshalb wurde auch von Seiten der Kaiserlichen Marine, soweit bekannt, nicht erwogen, wie im Fall von Deutsch-Ostafrika Blockadebrecher wie die Rubens und die Marie nach Kamerun zu entsenden.
Zwischen Ebermaier und Zimmermann erfolgte eine Arbeitsteilung, nach der Zimmermann – am 19. August 1914 zum Oberstleutnant befördert – alleinverantwortlich für die militärischen Operationen, Ebermaier für die zivile, vor allem ökonomische Organisation des Widerstands zuständig war. Beide waren sich darin einig, bei der Gefahr einer militärischen Niederlage in die neutrale spanische Kolonie Río Muni überzutreten und sich internieren zu lassen.
Das Kräfteverhältnis zwischen Zimmermanns Truppen und seinen alliierten Gegnern war von Anfang an extrem ungünstig. Beide Seiten operierten mehrheitlich mit Söldnertruppen aus angeworbenen Afrikanern. Auf deutscher Seite wurden 1.460 Europäer und 6.550 Afrikaner mobilisiert, auf alliierter Seite ca. 18.000 Europäer und Afrikaner. Artillerie war in der Kolonie kaum vorhanden und ihr Munitionsvorrat äußerst beschränkt. Auch existierte keine Kavallerie oder berittene Infanterie für Aufklärungszwecke oder Operationen im Rücken des Gegners.
Aufgrund der starken geographischen Zerrissenheit Kameruns und der kaum vorhandenen Verkehrswege operierten die sechs Abteilungen der Schutztruppe jeweils in der Stärke von gut einem Bataillon im (Norden, Westen, Süden, Osten, Südosten und in Jaunde) praktisch unabhängig voneinander. Zimmermann besaß den Vorteil der inneren Linie und konnte bei Bedarf innerhalb der Frontabschnitte Truppen verschieben. Der Schutztruppe standen im Westen ein französisch-britisches Expeditionskorps unter General Charles Macpherson Dobell (1869–1954), im Norden französisch-britische Kräfte unter General Cunliffe und im Osten und Süden französische Truppen unter General Joseph Aymerich (1858–1937) gegenüber. Ihre Operationen wurden stark beeinflusst durch Direktiven ihrer Regierungen in Paris und London bzw. im Fall von Aymerich durch den Generalgouverneur von Französisch-Äquatorialafrika in Brazzaville; die alliierten Kampfhandlungen wurden bis zum Herbst 1915 nicht koordiniert.

### Die Kampfhandlungen
Die Operationen der Alliierten standen aufgrund der strategischen Gesamtsituation in Kamerun nicht unter Zeitdruck und wurden daher sorgfältig vorbereitet. So konnte auf die Jahreszeitlich bedingten klimatischen Bedingungen Rücksicht genommen werden. Eroberte Positionen wurden vor einem weiteren Vorrücken gründlich gesichert. Strategisches Ziel der Alliierten war die Eroberung von Jaunde als Regierungssitz. Die Kämpfe verliefen in drei Phasen:
1. Der Kampf um das so genannte Vorgelände (Küstengürtel) bis Oktober 1914.
2. Den Kampf um das Hochland bis Oktober 1915.
3. Den Rückzug der Schutztruppe nach Süden und die Internierung im spanischen Rio Muni-Gebiet von Dezember 1915 bis Februar 1916.
Der Küstengürtel musste trotz seiner bedeutenden wirtschaftlichen und kommunikationstechnischen Anlagen im Hafen von Duala in den ersten Kriegswochen  geräumt werden, da die dortige strategische Situation nach und nach unhaltbar wurde. Die Royal Navy hatte unmittelbar nach Kriegsbeginn begonnen, die Küste zu blockieren; eine Maßnahme, der die deutsche Seite nichts entgegensetzen konnte. Der deutsche Versuch, am 16. September 1914 vor Duala mit Hilfe des zum provisorischen Kanonenboot umgebauten Dampfers Nachtigal das britische Kanonenboot H.M.S. Dwarf durch einen Rammstoß zu versenken, endete mit dem Untergang der Nachtigal, wobei ein Teil der Besatzung ertrank, während das britische Kriegsschiff kaum beschädigt wurde.
Aufgrund der geographischen Bedingungen im zentralen Hochland besaß die Schutztruppe eine gut zu verteidigende Ausgangsposition, bei der gleichzeitig der Rückzugsweg nach Rio Muni offen gehalten werden konnte. Jaunde bildete das Zentrum der deutschen Verteidigung; Zimmermann nahm dort im April 1915 Quartier. Durch im Krieg angelegte Telegrafenlinien stand er von hier aus in Kontakt mit der Edéafront im Norden, der Ostabteilung und der Südabteilung. Den Abteilungsführern im Nordwesten und Norden konnte er mangels telegrafischer Verbindung nur allgemeine Anweisungen geben.
Trotz aller anfänglichen Abwehrerfolge, die zu einem großen Teil auf Kleinkriegsoperationen beruhte, wurde die Situation aufgrund der sich ständig verschlechternden ökonomischen, militärischen und nicht zuletzt medizinischen Situation (Mangel an Medikamenten aller Art) im Oktober 1915 unhaltbar, so dass der bereits von Anfang der Kriegshandlungen an eingeplante Rückzug nach Süden eingeleitet wurde. Am 15. Februar 1916 war die gesamte Schutztruppe samt dem umfangreichen Tross in die spanische Kolonie Rio Muni übergetreten. Sie wurde dann auf die Insel spanische Insel Fernando Póo (Bioko) bzw. nach Spanien transportiert und interniert. Lediglich die in der Festung Mora im äußersten Norden der Kolonie abgeschnittene 3. Kompanie unter Hauptmann Ernst von Raben war gezwungen, gegenüber britischen Truppen zu kapitulieren und geriet in Gefangenschaft.

## Internierung, Verabschiedung, Ruhestand, Nachlass
Die europäischen Angehörigen der Schutztruppe wurden nach kurzem Aufenthalt auf Fernando Poo in Spanien interniert, wo Zimmermann jefe (Chef) des Internierungslagers in Saragossa wurde.
Nach Kriegsende war Zimmermann noch kurzfristig Mitglied der Reichswehr und wurde am 23. Dezember 1919 zum Oberst befördert; das Patent war ihm bereits am 18. April 1917, offenbar noch in der Internierung, verliehen worden. Wegen der personellen Reduzierung der Reichswehr aufgrund der Bedingungen des Versailler Vertrags wurde er am 31. März 1920 unter Verleihung des Charakters als Generalmajor verabschiedet.
Nach dem Ende seiner Dienstzeit lebte Zimmermann offenbar eine Zeitlang in Sachsen und leitete bis 1924 als Vorsitzender den Verein der Offiziere, Sanitätsoffiziere und oberen Beamten der früheren kaiserlichen Schutztruppe für Kamerun. Nach der Aufgabe der Funktion wurde er zum Ehrenmitglied ernannt.
Von politischen oder propagandistischen Aktivitäten wie auch dem Privatleben Zimmermanns ist bislang nichts bekannt geworden. Aus dem kleinen Artikel Ein Kamerunsoldat, der 1936 in einem Sammelband über Kolonialkriege erschien, lässt sich deuten, dass Zimmermann bereit war, sich für seine ehemaligen afrikanischen Untergebenen zu engagieren:

„Haben wir solcher Treue und Aufopferungsfähigkeit unserer Farbigen nicht noch eine Dankes- und Ehrenschuld abzutragen? Wähnen wir etwa durch die Auszahlung des zuständigen Lohnes auch ihre dauernden gesundheitlichen und materiellen Schädigungen abgegolten? Vergessen wir doch nicht, daß vor der wirtschaftlichen diese Forderung einer Dankes- und Ehrenschuld unseren Kampf um das geraubte Kolonialgut und die dortigen Gräber der gefallenen Kameraden bestimmen muß.“

Zimmermann verstarb am 13. Januar 1949 im Alter von 84 Jahren in Hanau und ist dort auf dem Hauptfriedhof beigesetzt. Sein Nachlass befindet sich im Bundesarchiv-Militärarchiv in Freiburg i. Br. unter Signatur BA-MA N 521. Eine ethnographische Sammlung, die Zimmermann ursprünglich der Stadt Hanau überlassen hatte, soll sich heute im Museum der Weltkulturen in Frankfurt am Main befinden, aber noch nicht erschlossen sein.

## Eigene Veröffentlichungen (Auswahl)
- Die Unruhen in Deutsch-Adamaua 1907. In: Deutsches Kolonial-Blatt. 19 (1908), S. 167–171.
- Unser Kamerun. In: Frankfurter Oder-Zeitung. 31. Oktober 1926.